# Velika Gorica
Velika Gorica (pronunciació croata: [ʋêlikaː ɡǒritsa]; que significa "Gran vinya/bosc") és un municipi i la ciutat més gran i poblada del comtat de Zagreb, a Croàcia. Segons el cens de 2011 la ciutat té una població de 31.341 habitants, mentre que el municipi té una població de 63.517 habitants.
Velika Gorica és el centre de la regió històrica de Turopolje. L'Aeroport de Zagreb - Franjo Tuđman, l'aeroport més gran i més concorregut de Croàcia, es troba a Velika Gorica.